# Karneval v Santa Cruz de Tenerife

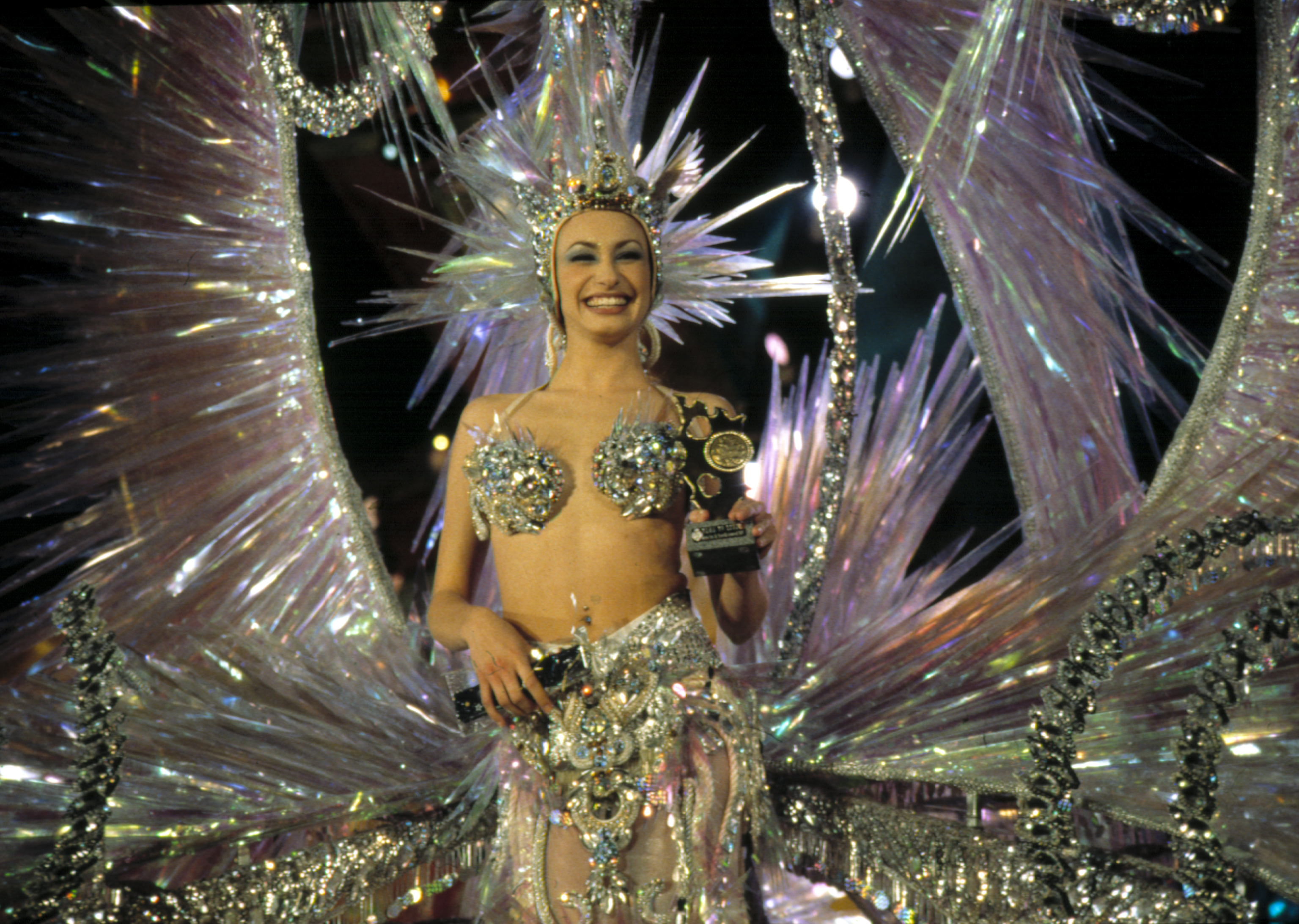
Karneval z Santa Cruz de Tenerife

Karneval v Santa Cruz de Tenerife je jeden z největších karnevalů na světě (na druhém místě po karnevalu v Riu de Janeiru). Tisíce lidí vyjdou do ulic každý rok a zůstanou v nich více než týden. V současné době Karneval v Santa Cruz usiluje o to, aby se stal součástí světového dědictví UNESCO.